# Kids' Choice Awards 2013
La 25ª edizione dei Nickelodeon Kids' Choice Awards si è svolta il 23 marzo 2013 presso l'USC Galen Center e trasmesso in diretta dalla rete statunitense di Nickelodeon.
Il pre-show è stato condotto da Troy Doherty, Noah Grossman, Malika Samuel e Gabrielle Senn (già conduttori del programma Nick Studio 10) e Daniella Monet; la premiazione è stata presentata dall'attore Josh Duhamel.
Nell'edizione si sono esibiti Pitbull e Christina Aguilera col singolo Feel This Moment e la cantante Kesha con We R Who We R e C'Mon.
Le candidature sono state annunciate il 14 febbraio 2013 e distribuite in 22 categorie.

## Candidature
I vincitori sono evidenziati in grassetto.

### Televisione

#### Serie TV preferita
- Victorious
- Buona fortuna Charlie
- iCarly
- I maghi di Waverly

#### Attore televisivo preferito
- Ross Lynch – Austin & Ally
- Jake T. Austin – I maghi di Waverly
- Lucas Cruikshank – Marvin Marvin
- Carlos Pena Jr. – Big Time Rush

#### Attrice televisiva preferita
- Selena Gomez – I maghi di Waverly
- Miranda Cosgrove – iCarly
- Victoria Justice – Victorious
- Bridgit Mendler – Buona fortuna Charlie

#### Serie d'animazione preferita
- SpongeBob
- Due fantagenitori
- Phineas e Ferb
- Tom e Jerry

#### Reality show preferito
- Wipeout
- America's Got Talent
- American Idol
- The Voice

### Cinema

#### Film preferito
- Hunger Games (The Hunger Games), regia di Gary Ross
- The Amazing Spider-Man, regia di Marc Webb
- The Avengers, regia di Joss Whedon
- Diario di una schiappa - Vita da cani (Diary of a Wimpy Kid: Dog Days), regia di David Bowers

#### Attore cinematografico preferito
- Johnny Depp – Dark Shadows
- Andrew Garfield – The Amazing Spider-Man
- Zachary Gordon – Diario di una schiappa - Vita da cani
- Will Smith – Men in Black 3

#### Attrice cinematografica preferita
- Kristen Stewart  – The Twilight Saga: Breaking Dawn - Parte 2
- Vanessa Hudgens  – Viaggio nell'isola misteriosa
- Scarlett Johansson  – The Avengers
- Jennifer Lawrence – Hunger Games

#### Film d'animazione preferito
- Ralph Spaccatutto (Wreck-It Ralph), regia di Rich Moore
- Ribelle - The Brave (Brave), regia di Mark Andrews, Brenda Chapman e Steve Purcell
- L'era glaciale 4 - Continenti alla deriva (Ice Age: Continental Drift), regia di Steve Martino e Mike Thurmeier
- Madagascar 3 - Ricercati in Europa (Madagascar 3: Europe's Most Wanted), regia di Conrad Vernon, Eric Darnell e Tom McGrath

#### Voce in un film d'animazione preferita
- Adam Sandler – Hotel Transylvania
- Chris Rock – Madagascar 3 - Ricercati in Europa
- Ben Stiller – Madagascar 3 - Ricercati in Europa
- Taylor Swift – Lorax - Il guardiano della foresta

#### Uomo spaccaossa preferito
- Dwayne Johnson – Viaggio nell'isola misteriosa
- Robert Downey Jr. – The Avengers
- Chris Hemsworth – The Avengers
- Andrew Garfield – The Amazing Spider-Man

#### Donna spaccaossa preferita
- Kristen Stewart – Biancaneve e il cacciatore
- Anne Hathaway – Il cavaliere oscuro - Il ritorno
- Scarlett Johansson  – The Avengers
- Jennifer Lawrence – Hunger Games

### Musica

#### Gruppo musicale preferito
- One Direction
- Big Time Rush
- Bon Jovi
- Maroon 5

#### Cantante maschile preferito
- Justin Bieber
- Bruno Mars
- Blake Shelton
- Usher

#### Cantante femminile preferita
- Katy Perry
- Adele
- P!nk
- Taylor Swift

#### Canzone preferita
- What Makes You Beautiful – One Direction
- Call Me Maybe – Carly Rae Jepsen
- Gangnam Style – PSY
- We Are Never Ever Getting Back Together – Taylor Swift

### Sport

#### Atleta maschile preferito
- LeBron James
- Michael Phelps
- Tim Tebow
- Shaun White

#### Atleta femminile preferita
- Danica Patrick
- Gabby Douglas
- Serena Williams
- Venus Williams

### Miscellanea

#### Videogioco preferito
- Just Dance 4
- Mario Kart 7
- Skylanders: Giants
- Wii Sports

#### Libro preferito
- Hunger Games
- Diario di una schiappa
- Harry Potter
- Magic Tree House

#### Gioco mobile preferito
- Temple Run
- Angry Birds
- Fruit Ninja
- Minecraft

#### Cattivo preferito
- Simon Cowell – The X Factor
- Reed Alexander – iCarly
- Tom Hiddleston – The Avengers
- Julia Roberts  – Biancaneve

## Candidature internazionali

### America Latina

#### Artista latino preferito
- Isabella Castillo
- Eme 15
- Martina Stoessel
- Danna Paola

### Argentina

#### Attrice televisiva preferita
- Lali Espósito
- Ale Müller
- Isabella Castillo
- Lodovica Comello
- Sol Rodríguez
- Martina Stoessel
- Natalia Oreiro
- Thali García

### Asia

#### Performance asiatica preferita
- Han Geng
- Shila Amzah
- Psy
- Sarah Geronimo

### Germania, Austria e Svizzera

#### Celebrità preferita
- Luca Hänni
- Lena
- Daniele Negroni
- Cro

### Paesi Bassi e Belgio

#### Celebrità preferita
- Gers Pardoel
- Ferry Doedens
- Britt Dekker
- Epke Zonderland

## Messa in onda nelle varie nazioni
| Paese                     | Canale | Data          | Ora locale                               |
| ------------------------- | --- | ------------- | ---------------------------------------- |
| Stati Uniti d'America     | Nickelodeon | 23 marzo 2013 | 20:00                                    |
| Canada                    | Nickelodeon Canada, MTV Canada                                                                                    | 23 marzo 2013 | 20:00                                    |
| Canada                    | YTV | 29 marzo 2013 | 19:00                                    |
| Regno Unito e Irlanda     | Nickelodeon UK, MTV UK, VIVA                                                                                      | 24 marzo 2013 | 18:00                                    |
| Australia e Nuova Zelanda | Nickelodeon Australia, MTV Australia                                                                              | 24 marzo 2013 | 18:00                                    |
| Austria                   | Nickelodeon Austria, MTV, Nicknight, VIVA                                                                         | 24 marzo 2013 | 18:00                                    |
| Germania                  | Nickelodeon Germany, MTV Germany, VIVA                                                                            | 24 marzo 2013 | 18:00                                    |
| Paesi Bassi               | Nickelodeon Netherlands, MTV, TeenNick, TMF                                                                       | 24 marzo 2013 | 18:00                                    |
| Belgio (Fiandre)          | Nickelodeon Flanders, MTV, TeenNick                                                                               | 24 marzo 2013 | 18:00                                    |
| Polonia                   | Nickelodeon Poland, MTV, VIVA                                                                                     | 24 marzo 2013 | 20:00                                    |
| Israele                   | Nickelodeon Israel                                                                                                | 25 marzo 2013 | 16:00                                    |
| Indonesia                 | Nickelodeon Asia, MTV                                                                                             | 25 marzo 2013 | 17:00                                    |
| Svezia                    | Nickelodeon Sweden, MTV                                                                                           | 25 marzo 2013 | 17:00                                    |
| Malaysia                  | Nickelodeon Asia, MTV                                                                                             | 25 marzo 2013 | 18:00                                    |
| Singapore                 | Nickelodeon Asia, MTV                                                                                             | 25 marzo 2013 | 18:00                                    |
| Danimarca                 | Nickelodeon Denmark, MTV                                                                                          | 25 marzo 2013 | 19:00                                    |
| Russia                    | Nickelodeon Russia, MTV Russia                                                                                    | 25 marzo 2013 | 19:15                                    |
| Norvegia                  | Nickelodeon (Norway), MTV                                                                                         | 26 marzo 2013 | 19:00                                    |
| Brasile                   | Nickelodeon Brazil, MTV                                                                                           | 26 marzo 2013 | 19:00                                    |
| Messico                   | Nickelodeon Latin America, MTV                                                                                    | 26 marzo 2013 | 20:30                                    |
| Colombia                  | Nickelodeon Latin America, MTV                                                                                    | 26 marzo 2013 | 20:30                                    |
| Argentina                 | Nickelodeon Latin America, MTV                                                                                    | 26 marzo 2013 | 20:30                                    |
| Venezuela                 | Nickelodeon Latin America, MTV                                                                                    | 26 marzo 2013 | 21:00                                    |
| Portogallo                | Nickelodeon Portugal, MTV Portugal                                                                                | 27 marzo 2013 | 17:20                                    |
| Francia                   | Nickelodeon France, MTV France                                                                                    | 27 marzo 2013 | 18:00                                    |
| Ungheria                  | Nickelodeon (Hungary), VIVA, MTV Hungary                                                                          | 27 marzo 2013 | 18:00                                    |
| Cechia                    | Nickelodeon (Central & Eastern Europe), MTV Global                                                                | 27 marzo 2013 | 18:00                                    |
| Spagna                    | Nickelodeon (Spain), MTV Spain                                                                                    | 27 marzo 2013 | 18:20                                    |
| Romania                   | Nickelodeon (Romania), MTV Global                                                                                 | 27 marzo 2013 | 19:00                                    |
| Italia                    | Nickelodeon Italy, MTV Italy                                                                                      | 27 marzo 2013 | 20:30                                    |
| Arabia Saudita            | Space Power TV, MBC4, MTV Middle East, MBC Persia, Dubai One, OSN First HD, OSN First, Star World HD, MBC Variety | 27 marzo 2013 | 22:00, 23:00, 21:00, 18:00, 23:30, 00:00 |
| Corea del Sud             | Nickelodeon (South Korea), SBS MTV                                                                                | 3 aprile 2013 | 20:30                                    |
| Filippine                 | Nickelodeon (Philippines), MTV                                                                                    | 6 aprile 2013 | 10:00                                    |